# XHINFO-FM
XHINFO-FM es una estación de radio localizada en la Ciudad de México. Transmite en los 105.3 MHz de frecuencia modulada con 1500 W de potencia.
A partir del 19 de marzo de 2011 y hasta mayo de 2017 emitió música regional mexicana, sin ningún nombre comercial y sin identificar al entonces operador (Grupo Radio Centro) de la emisora.
A partir del lunes 28 de agosto transmite un concepto denominado "Radio Chilango".

## Historia
En la década de 1970 esta estación era conocida como Radio VIP y transmitía noticias en idioma inglés, siendo operada por Radio Programas de México teniendo como indicativo las siglas XEVIP-AM. En 1979, la estación fue comprada por Grupo Radio Centro que cambió las siglas de la estación a XEFAJ-AM y lanzó el formato Radio Consentida que transmitía música regional mexicana, formato que estaría al aire hasta el año 2000.
En 1998, como parte de un contrato, Grupo Radio Centro anuncia el traspaso de las estaciones XEJP-AM 1320 kHz (Radio Variedades) y XEFAJ-AM 1560 kHz (Radio Consentida) a Infored (Grupo Monitor), empresa del periodista José Gutiérrez Vivó y productora del noticiario Monitor, que en ese entonces se transmitía por Grupo Radio Centro a través de XERED 1110 AM y XHRED-FM 88.1 FM en la Ciudad de México. Infored empieza a operar la estación en abril de 2000 y la renombra como La Banda 15-60, emisora musical de corte popular que transmitía principalmente música de banda y grupera manteniéndose así hasta 2004 cuando los conflictos legales entre Grupo Radio Centro e Infored originaron la salida del aire del noticiero Monitor de las emisoras de Grupo Radio Centro.
En abril de 2004 cambió su distintivo de llamada a XEINFO-AM y se conoció entonces como Radio Monitor, emisora noticiosa que transmitía el noticiario Monitor. A partir de 2006 XEINFO-AM transmitió de manera simultánea con XENET 1320 AM hasta abril de 2008 y se conocieron a ambas emisoras como Radio Monitor.
En junio de 2007, el desgaste económico de Grupo Monitor, derivado principalmente de los conflictos legales con Grupo Radio Centro, mantuvo en la incertidumbre la operación de esta emisora y de XENET-AM y obligaron a Monitor a suspender transmisiones, que regresaron en septiembre de 2007.
El 10 de abril de 2008, XEINFO-AM dejó de pertenecer a Grupo Monitor como consecuencia de que la emisora fue entregada al señor Eduardo Henkel Rojas en garantía para subsanar el adeudo por un préstamo económico no liquidado; sin embargo ante el estallamiento de huelga del Sindicato de Trabajadores de la Industria de la Radio y la Televisión (STIRT) la entrega de esta no fue consumada. El 24 de mayo de 2008, el STIRT colocó sus banderas rojinegras en las instalaciones de Grupo Monitor y con ese acto fueron apagadas las emisoras XEINFO 1560 AM y XENET 1320 AM; esto como consecuencia del adeudo de apróximadamente 10 quincenas a los trabajadores de base y de otras 13 a los trabajadores de confianza de las radiodifusoras. 
El 19 de marzo de 2011, XEINFO 1560 AM vuelve al aire de manera sorpresiva y empezó a transmitir música regional mexicana pero sin un nombre comercial y sólo mencionando sus siglas y frecuencia. Desde esa fecha la estación se mantuvo sin cambios, tampoco transmitió anuncios comerciales.
En mayo de 2017 se traslada a esta emisora el concepto Quiéreme de Grupo Siete Radio que estaba alojado en la frecuencia XEEST 1440 AM perteneciente también a Radio Centro. Durante 5 meses estuvo bajo el manejo de Grupo Siete hasta el 2 de octubre cuando el concepto regresa al 1440 AM.
Es en agosto de este mismo año en que el Instituto Federal de Telecomunicaciones resuelve otorgar a XEINFO-AM una frecuencia en los 105.3 MHz para que pueda operar en la Ciudad de México bajo las siglas XHINFO-FM.
Un año después, en agosto de 2018, inician las transmisiones en periodo de prueba de la señal en los 105.3 MHz ya como XHINFO y autorizada a emitir con 3000 W de potencia para la Ciudad de México.
El nuevo concepto de la emisora, bajo el manejo de Eduardo Henkel Rojas, se basa en música alternativa y con parte del equipo creativo de la extinta Radioactivo 98.5 FM. Lleva como nombre Aire Libre. 
Aire Libre es presentado el 25 de octubre de 2018 con un equipo encabezado por José Luis Fernández, Ilana Sod, Víctor Trujillo, Martín Delgado, Jordi Soler, entre otros más. El día 1 de noviembre oficialmente sale al aire el concepto por el 105.3 FM transmitiendo música alternativa y con DJ's en vivo durante las emisiones. 
En el año 2021, tras casi cumplir 3 años al aire, el concepto Aire Libre sale de esta frecuencia debido a diferencias económicas con el concesionario de la estación. El concepto sigue por internet mientras que la señal de XHINFO 105.3 FM se traslada a las torres del World Trade Center de la Ciudad de México donde emite música en inglés sin ningún nombre comercial.
El 19 de Julio de 2022 tras casi 1 año de transmitir música en inglés sin nombre comercial el señor Salvador Pérez Habib se hizo cargo de las operaciones e implementó el mistmo nombre de La Nueva Radio que se usó en XHXV-FM en León, Guanajuato dicha emisora lo había comprado al Grupo Radio Centro. Dario Celis de El Financiero qué Pérez estaba asociado con Adrián Pereda López de Radiorama y que el financiamiento del Partido Verde ecologista era parte de un partido Político
El 7 de Agosto de 2023 Salvador Pérez Habib y Eduardo Henkel Rojas terminaron relación con La Nueva Radio y empezó a transmitir música alternativa sin ningún nombre comercial y estuvo en periodo de transición con Capital Digital.
A partir del 28 de Agosto 2023 empezó a transmitir el formato de Radio Chilango.

## Formatos de la emisora
Estos son algunos de los formatos con que se ha conocido esta estación XEINFO-AM 1560 kHz antes en los XEVIP-AM y XEFAJ-AM:
- Radio VIP Transmitió programación hablada en idioma inglés.
- Radio Consentida Emitía música ranchera.
- La Banda 15-60 Emitía música grupera y de banda.
- Radio Monitor Emitió noticias y música.
- 1560 kHz (Sin nombre comercial) Emite música regional mexicana.
- Quiéreme 1560 AM (Mayo-Octubre 2017)

Estos son algunos de los formatos con que se ha conocido esta estación XHINFO-FM 105.3 MHz:
- Aire Libre
- 105.3 FM
- 105.3 Digital
- La Nueva Radio
- Radio Chilango